# Sebastiano Tusa
Sebastiano Tusa (Sicilia, 2 de agosto de 1952-Bishoftu, Etiopía, 10 de marzo de 2019) fue un arqueólogo y político italiano quien se especializó en gestión del patrimonio cultural. Tusa también se desempeñó como profesor de paleontología en la Universidad Suor Orsola Benincasa de Nápoles.

## Biografía
Sebastiano fue hijo del arqueólogo Vincenzo Tusa. Obtuvo un grado en literatura y una especialización en paleontología de Universidad de Roma La Sapienza. Desde 1993 fue responsable de la sección arqueológica del Centro Regional para Diseño y Restauración de Sicilia.
Tusa se especializó en la administración del patrimonio cultural en distintos cargos de la administración de la Región de Sicilia, dirigiendo la superintendencia de Trapani. En 2004 fue nombrado como el primer Superintendente del Mar por el Departamento de Patrimonio Cultural de la Región de Sicilia. Organizá diversas misiones arqueológicas en Italia, Pakistán, Irán e Irak.
En 2005, dirigió las excavaciones en Motia que descubrieron una carretera sumergida que conducía hacia la isla, así como una estructura identificable como un muelle. En 2008, Tusa y Folco Quilici realizaron una película documental sobre la prehistoria del Mediterráneo en Pantelaria, denominado «Un’isola nel tempo».
En enero de 2010, fue nombrado miembro honorario de la Asociación Nacional de Arqueólogos de Italia. En 2012 reasumió sus funciones como jefe de la Superintendencia del Mar de la Región de Sicilia. En marzo de 2012 Tusa fue candidato para el ayuntamiento de Palermo en la lista del partido Futuro y Libertad para Italia pero perdió la elección. Después de dejar la Superintendencia del Mar, el 11 de abril de 2018 fue nombrado Consejero para el Patrimonio Cultural por el presidente de la Región de Sicilia, Nello Musumeci.

## Muerte
Tusa falleció en el accidente del vuelo 302 de Ethiopian Airlines, el 10 de marzo de 2019. El avión volaba de Adís Abeba a Nairobi. Tusa se dirija a Malindi, donde había sido invitado para atender una conferencia organizada por la Unesco.
Tusa fue sobrevivido por su mujer, Valeria Patrizia Li Vigni, directora del Palazzo Riso, Museo de Arte Contemporáneo de Palermo.

## Publicaciones
- La preistoria nel territorio di Trapani, Marsilio, 1990.
- Mozia, Publisicula, 1990.
- Sicilia preistorica, Dario Flaccovio Editore, 1994. ISBN 88-7758-227-8.
- La Sicilia nella preistoria, Sellerio, 1999, ISBN 88-389-1440-0.
- Archeologia e storia nei mari di Sicilia, Magnus, 2010. ISBN 978-88-7057-252-0.
- Selinunte, L'Erma di Bretschneider, 2011. ISBN 978-88-8265-592-1.
- Sicilia archeologica, Edizioni di Storia e Studi Sociali, 2015. ISBN 978-88-99168-05-6
- Primo Mediterraneo. Meditazioni sul Yegua più antico della storia, Edizioni di Storia e Studi Sociali, 2016
- I popoli del Grande Verde. Il Mediterraneo al Tempo dei faraoni, Edizioni di Storia e Studi Sociali, 2018